# 球蜗牛
球蝸牛（学名：Acusta tourannensis），亦音譯作都蘭薄殻扁蝸，是柄眼目堅齒螺科扁蝸牛亞科球蝸牛屬的一個蝸牛物种，均為會呼吸空氣的陆生肺螺類腹足纲软体动物。本物種舊屬扁蝸牛科，今屬堅齒螺科。

## 分布
主要分布于台湾的綠島及東沙島，但也見於墾丁，也分佈於中國大陸的廣東、海南、雲南等省、澳門、日本、越南、緬甸、印度等東南亞、南亞一帶，常栖息在农田、住宅区等潮湿、阴暗的地方，石块中，落叶下等或葉底下。

## 外部連結
- 維基物種上的相關：球蜗牛